# 알라후 아크바르

알라후 아크바르(아랍어: الله أكبر, Allāhu Akbar)는 "신은 가장 위대하시다"라는 의미의 아랍어 구절으로, 이 표현 자체를 타크비르(아랍어: تَكْبِير, Takbir, "[신을] 드높임")라는 한 단어로 표기하기도 한다. 이슬람 세계에서 이 표현은 다양한 맥락에서 사용되는 아랍어 관용구의 하나로, 기도나 예배, 비공식적인 신앙 고백은 물론, 여러 감정 표현에서도 사용된다.

## 개요
'알라후'는 '신, 하느님'이라는 뜻의 '알라'의 주격이며 '아크바르'는 '위대하다'라는 의미를 가진 형용사 '카비룬'(كبير)의 최상급 형태이다. 셈어 계열에 있어 형용사는 비교급과 최상급이 같은 형태를 띠며(비교급 형태 뒤에 수식대상의 명사가 왔을 때 최상급의 의미를 가짐), '알라후 아크바르'는 '신은 가장 크다' 또는 '신은 가장 위대하다'라는 뜻이 된다. '타크비르'(تَكْبِير)는 '캅바라'(كَبَّرَ, 크게 하다) 동사의 동명사로, '드높임'을 의미한다.

## 사용
이 표현은 무슬림들에게 다양한 상황에서 사용된다. 예를 들면 그들이 기쁠 때나, 그들의 바람을 이루고자 할 때, 상대를 칭찬하고 싶을 때, 전쟁 중에, 그리고 극도의 충격을 받았거나 행복감을 얻었을 때 이 표현을 무의식적으로 말한다
이 표현은 하루 다섯 번 기도를 드릴 때마다 반드시 기도문에 포함되며 자신들의 의지를 담아 기도할 때 종종 불린다. 무에진이 기도 시간을 알리기 위해 첨탑 위로 올라가 '아단'을 부를 때나, 기도 시작을 위해 '이카마'(iqama) 부를 때도 이 표현이 사용된다.
'타크비르'는 단지, '알라후 아크바르'라는 표현 자체를 지칭하는 단어에 불과하다. 이슬람 세계에서는 한 사람이 '타크비르'라고 선창하면 대중들이 '알라후 아크바르'라고 후창하기도 한다.
1979년 이란 혁명 중에는 이 표현이 저녁동안 시위 군중들이 운집해 있는 가운데 많은 가정의 지붕에서 외쳐졌다. 이 현상은 2009년 이란 대통령 선거 결과에 반발하는 시위가 진행되는 와중에도 벌어졌다. 또한 이 표현은 선거 결과에 반발하는 시위대들 사이에서도 외쳐졌는데 많은 사람들이 항의의 뜻으로 선거일 이후 9일간 22시부터 23시까지 '알라후 아크바르'를 외쳤다.
또한 한국 전쟁 당시 유엔군의 일원으로 파병된 터키군도 적을 향해 돌격할 때 '알라후 아크바르'를 외쳤다. 이슬람 국가, 알카에다 등 테러 조직에서 자살 폭탄 테러를 시도할 때 '알라후 아크바르'라고 외치는 경우가 있어 일부 국가, 지역에서는 공포의 대상이 되기도 한다.

## 국기
'알라후 아크바르'는 이라크 국기 정중앙에 1번, 이란 국기 중앙의 하얀 줄무늬 사이에 22번 적혀 있다. 2004년 제정된 아프가니스탄 국기에도 중앙부 문장에 하얀색으로 샤하다와 함께 쓰여 있다.

이란의 국기
아프가니스탄의 국기
이라크의 국기

## 같이 보기
- 할렐루야 - 기독교 세계에서 이와 대칭될 수 있는 말